# Antistene
Antistene di Atene (in greco antico: Ἀντισθένης?, Antisthénēs; in latino Antisthenes; Atene, 444 a.C. – Atene, 365 a.C.) è stato un filosofo greco antico.

## Biografia
Di padre ateniese e madre tracia, Antistene fu allievo di Gorgia e, successivamente, discepolo di Socrate.
Tra i Socratici, Antistene si distinse per l'orgogliosa esibizione della propria povertà e per il feroce dibattito contro Platone.
Fondò, poi, una sua scuola, detta cinica perché i cinici si riunivano nel Cinosarge, il ginnasio ateniese dove erano accettati anche i "semi-cittadini" (Antistene era, infatti, in quanto di madre straniera, un meteco). Probabilmente fu maestro di Diogene di Sinope, anche se non se ne hanno prove certe.

## Opere
Il pinax delle numerose opere di Antistene è conservato da Diogene Laerzio, nella sezione del VI libro della sua opera dedicata proprio al filosofo ateniese e alla sua scuola. Di esse ci restano una declamazione dal titolo Aiace, un brevissimo discorso (9 paragrafi), sulla rivendicazione dell'eroe di Salamina per le armi di Achille, cui si contrappone, sempre di Antistene, un Odisseo, una risposta in 14 paragrafi: entrambe testimoniano la militanza retorica di Antistene, ricche di figure gorgiane. Delle altre opere abbiamo circa 150 frammenti.

## Pensiero

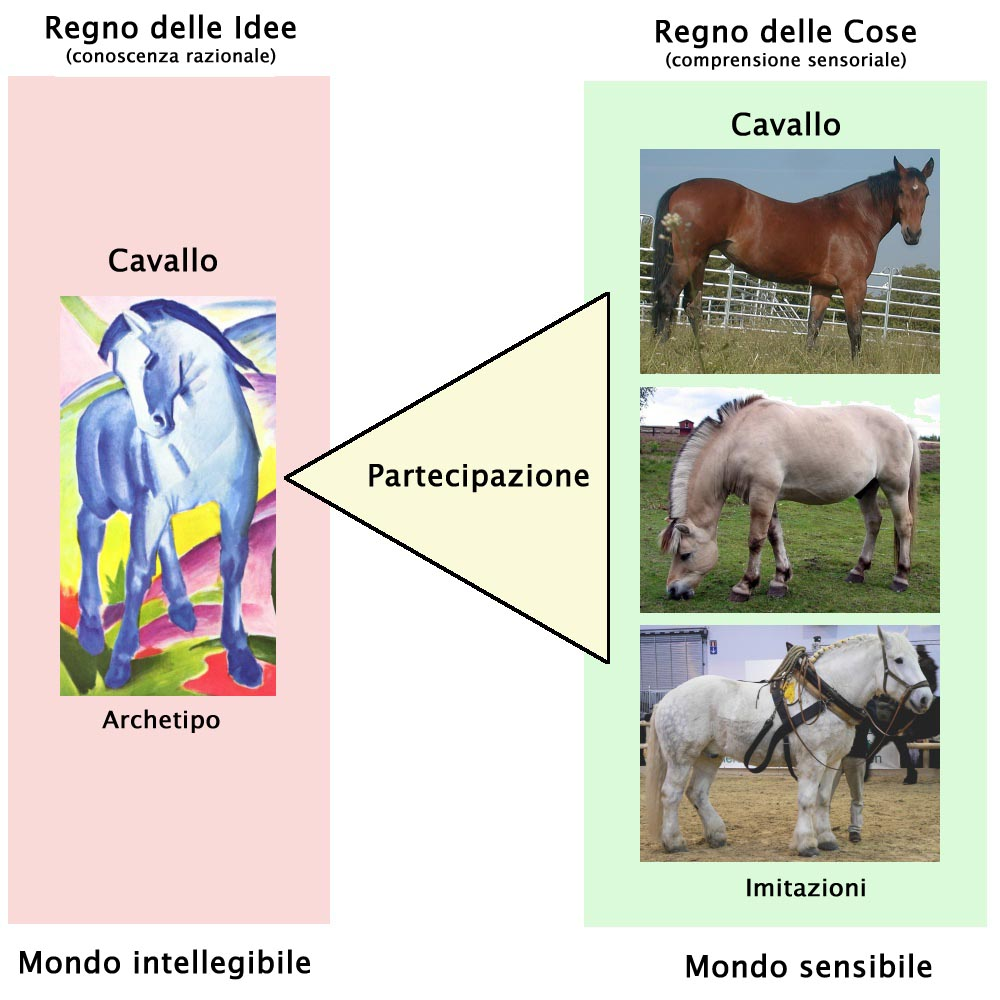
Esemplificazione dell'idea platonica contestata da Antistene

Il pensiero antistenico è ricostruibile proprio da questi numerosi frammenti e dalla sezione dossografica laerziana, da cui risulta che Antistene nega l'oggettività sostanziale del concetto socratico, riducendolo a un mero prodotto soggettivo della riflessione dell'uomo sulla realtà circostante, disgregando il valore dell'idea platonica: in particolare col suo motto divenuto celebre, «vedo il cavallo ma non la cavallinità», intende contestare l'essenzialismo di Platone. Ne consegue una forma di nominalismo: la conoscenza della realtà è limitata al puro nome, che, essendo proprio di ciascun oggetto, vieta di formulare predicazioni, cioè giudizi. 
Sul piano morale la filosofia di Antistene conduce in due direzioni: da una parte all'attivismo, simboleggiato dalla figura di Eracle, ovvero verso uno strenuo impegno individuale nella pratica della virtù; dall'altra parte verso un ritorno allo stato di natura, in cui l'uomo tende a liberarsi dei bisogni che eccedono la necessità della sopravvivenza; ossia: potere, ricchezza, fama, amore.